# 蒂尔达·斯温顿所获奖项和提名列表
蒂妲·史雲頓是英國著名女演員，此列表列舉了其在電影生涯裡所獲得的主要電影獎項及提名。迄今為止，蒂妲榮膺多項電影界重要獎勵，這其中就包括1項奧斯卡金像獎、1項英國電影學院獎和1項歐洲電影獎等。
1980年代後期，蒂妲·史雲頓從幾部實驗電影中開始了她的演員生涯。1991年，她憑藉著在愛情電影《愛德華二世》的精彩表演而斬獲威尼斯國際影展的沃爾庇杯最佳女演員獎。接下來，她在莎莉·波特所執導的電影《美麗佳人歐蘭朵》裡飾演歐蘭朵一角；並因此獲得歐洲電影獎最佳女主角的提名。2001年，蒂妲主演了驚悚片《慾劫迷離》；這個角色被許多人認為是她對美國觀眾的“突破性角色”。由於她的這次演出，她被提名金球獎劇情類電影最佳女主角及獨立精神獎最佳女主角。2007年，蒂妲在劇情片《敵對同謀》中飾演了一名無情的法務總監——凱倫·克勞德（Karen Crowder）；這個角色讓她備受讚譽。隨後，她因這個角色而獲得奧斯卡最佳女配角獎和英國電影學院獎最佳女配角，同時她還獲得了金球獎和美國演員工會獎的提名。2011年，蒂妲因為在《凱文怎麼了？》中飾演伊娃·哈查杜里安（Eva Khatchadourian）而第三次獲得金球獎提名，並最終獲得歐洲電影獎最佳女主角。
憑藉蒂妲·史雲頓頗具影響力的職業生涯，她還獲得了電影界的一些特別獎項及榮譽；這其中就包括2005年英國獨立電影獎理查德·哈里斯獎、2020年英國電影協會會士、2020年國際記者協會瑪麗·畢克馥獎。此外，她也在一些著名國際影展上收穫到榮譽。例如在威尼斯國際影展，蒂妲獲得了2020年榮譽金獅獎。而在柏林國際影展上，蒂妲兩度摘下泰迪熊獎，其中1988年是屬於她個人的泰迪熊評審團獎；而2008年的泰迪熊特別獎則是她與基思·柯林斯、西蒙·費希爾·特納、艾薩克·朱利安、詹姆斯·麥凱等人分享，以表彰他們對保護英國導演德瑞克·賈曼遺產的貢獻。

## 主要獎項和提名

### 非影評人協會獎
| 年份   | 電影獎 / 電影節        | 提名門類             | 提名作品                         | 結果 | 備註   |
| ------ | ---------------------- | -------------------- | -------------------------------- | ---- | ------ |
| 1988年 | 第38屆柏林國際電影節   | 泰迪熊評審團獎       | 不適用                           | 獲獎 |        |
| 1991年 | 第48屆威尼斯國際電影節 | 沃爾庇杯最佳女演員獎 | 《愛德華二世》                   | 獲獎 | [ 1 ]  |
| 1993年 | 第6屆歐洲電影獎        | 最佳女主角           | 《美麗佳人歐蘭朵》               | 提名 |        |
| 2001年 | 第59屆金球獎           | 劇情類最佳女主角     | 《慾劫迷離》                     | 提名 | [ 2 ]  |
| 2001年 | 第17屆獨立精神獎       | 最佳女主角           | 《慾劫迷離》                     | 提名 |        |
| 2001年 | 第6屆金衛星獎          | 最佳女主角           | 《慾劫迷離》                     | 提名 |        |
| 2002年 | 第9屆美國演員工會獎    | 最佳電影演出陣容     | 《蘭花竊賊》                     | 提名 | [ 3 ]  |
| 2003年 | 第1屆英國學院蘇格蘭獎  | 最佳女主角           | 《烈火亞當》                     | 獲獎 |        |
| 2003年 | 第6屆英國獨立電影獎    | 最佳女主角           | 《烈火亞當》                     | 提名 | [ 4 ]  |
| 2005年 | 第8屆英國獨立電影獎    | 理查德·哈里斯獎      | 不適用                           | 獲獎 |        |
| 2005年 | 第32屆土星獎           | 最佳電影女主角       | 《納尼亞傳奇：獅子·女巫·魔衣櫥》 | 提名 | [ 5 ]  |
| 2006年 | 第11屆衛星獎           | 最佳女主角           | 《殺嬰少女》                     | 提名 |        |
| 2007年 | 第80屆奧斯卡金像獎     | 最佳女配角           | 《敵對同謀》                     | 獲獎 | [ 6 ]  |
| 2007年 | 第61屆英國電影學院獎   | 最佳女配角           | 《敵對同謀》                     | 獲獎 | [ 7 ]  |
| 2007年 | 第13屆評論家選擇電影獎 | 最佳女配角           | 《敵對同謀》                     | 提名 | [ 8 ]  |
| 2007年 | 第65屆金球獎           | 最佳電影女配角       | 《敵對同謀》                     | 提名 | [ 9 ]  |
| 2007年 | 第12屆衛星獎           | 最佳女配角           | 《敵對同謀》                     | 提名 |        |
| 2007年 | 第14屆美國演員工會獎   | 最佳女配角           | 《敵對同謀》                     | 提名 |        |
| 2008年 | 第58屆柏林國際電影節   | 泰迪熊特別獎         | 不適用                           | 獲獎 | [ 10 ] |
| 2008年 | 第14屆評論家選擇電影獎 | 最佳整體演出         | 《班傑明的奇幻旅程》             | 提名 | [ 11 ] |
| 2008年 | 第35屆土星獎           | 最佳電影女配角       | 《班傑明的奇幻旅程》             | 獲獎 |        |
| 2008年 | 第15屆美國演員工會獎   | 最佳電影演出陣容     | 《班傑明的奇幻旅程》             | 提名 | [ 12 ] |
| 2008年 | 第62屆英國電影學院獎   | 最佳女配角           | 《即刻毀滅》                     | 提名 | [ 13 ] |
| 2009年 | 第15屆衛星獎           | 最佳女主角           | 《我愛故我在》                   | 提名 |        |
| 2011年 | 第65屆英國電影學院獎   | 最佳女主角           | 《凱文怎麼了？》                 | 提名 | [ 14 ] |
| 2011年 | 第14屆英國獨立電影獎   | 最佳女主角           | 《凱文怎麼了？》                 | 提名 |        |
| 2011年 | 第17屆評論家選擇電影獎 | 最佳女主角           | 《凱文怎麼了？》                 | 提名 | [ 15 ] |
| 2011年 | 第24屆歐洲電影獎       | 最佳女主角           | 《凱文怎麼了？》                 | 獲獎 |        |
| 2011年 | 第69屆金球獎           | 劇情類電影最佳女主角 | 《凱文怎麼了？》                 | 提名 | [ 16 ] |
| 2011年 | 第18屆美國演員工會獎   | 最佳女主角           | 《凱文怎麼了？》                 | 提名 | [ 17 ] |
| 2014年 | 第20屆評論家選擇電影獎 | 最佳女配角           | 《末日列車》                     | 提名 | [ 18 ] |
| 2014年 | 第19屆衛星獎           | 最佳女配角           | 《末日列車》                     | 提名 | [ 19 ] |
| 2014年 | 第30屆獨立精神獎       | 最佳女主角           | 《唯愛永生》                     | 提名 | [ 20 ] |
| 2014年 | 第21屆美國演員工會獎   | 最佳電影演出陣容     | 《歡迎來到布達佩斯大飯店》       | 提名 | [ 21 ] |
| 2016年 | 第22屆評論家選擇電影獎 | 最佳動作電影女主角   | 《奇異博士》                     | 提名 | [ 22 ] |
| 2017年 | 第43屆土星獎           | 最佳電影女配角       | 《奇異博士》                     | 獲獎 |        |
| 2018年 | 第34屆獨立精神獎       | 羅伯特·奧特曼獎      | 《窒息》                         | 獲獎 | [ 23 ] |
| 2019年 | 第22屆英國獨立電影獎   | 最佳女配角           | 《大衛·科波菲爾的個人史》        | 提名 | [ 24 ] |
| 2020年 | 第77屆威尼斯國際電影節 | 榮譽金獅獎           | 不適用                           | 獲獎 | [ 25 ] |
| 2021年 | 第24屆英國獨立電影獎   | 最佳女配角           | 《紀念品：第二部分》             | 提名 | [ 26 ] |
| 2021年 | 第25屆衛星獎           | 瑪麗·畢克馥獎        | 不適用                           | 獲獎 | [ 27 ] |

### 影評人協會獎
| 年份   | 影評人協會              | 提名門類                 | 提名作品                         | 結果  |
| ------ | ----------------------- | ------------------------ | -------------------------------- | ----- |
| 1997年 | 波士頓影評人協會        | 最佳女主角               | 《黑色芳心》                     | 提名  |
| 2001年 | 拉斯維加斯影評人協會    | 最佳女主角               | 《慾劫迷離》                     | 獲獎  |
| 2001年 | 芝加哥影評人協會        | 最佳女主角               | 《慾劫迷離》                     | 提名  |
| 2001年 | 達拉斯—沃斯堡影評人協會 | 最佳女主角               | 《慾劫迷離》                     | 第2名 |
| 2001年 | 波士頓影評人協會        | 最佳女主角               | 《慾劫迷離》                     | 獲獎  |
| 2001年 | 在線影評人協會          | 最佳女主角               | 《慾劫迷離》                     | 提名  |
| 2001年 | 鳳凰城影評人協會        | 最佳女主角               | 《慾劫迷離》                     | 提名  |
| 2001年 | 多倫多影評人協會        | 最佳女主角               | 《慾劫迷離》                     | 第3名 |
| 2002年 | 在線影評人協會          | 最佳演出陣容             | 《蘭花竊賊》                     | 提名  |
| 2002年 | 鳳凰城影評人協會        | 最佳演出陣容             | 《蘭花竊賊》                     | 提名  |
| 2003年 | 倫敦影評人協會          | 年度英國女主角           | 《烈火亞當》                     | 提名  |
| 2005年 | 倫敦影評人協會          | 年度英國女配角           | 《納尼亞傳奇：獅子·女巫·魔衣櫥》 | 提名  |
| 2007年 | 達拉斯—沃斯堡影評人協會 | 最佳女配角               | 《敵對同謀》                     | 獲獎  |
| 2007年 | 底特律影評人協會        | 最佳女配角               | 《敵對同謀》                     | 獲獎  |
| 2007年 | 國際在線影評人協會      | 最佳女配角               | 《敵對同謀》                     | 獲獎  |
| 2007年 | 堪薩斯城影評人協會      | 最佳女配角               | 《敵對同謀》                     | 獲獎  |
| 2007年 | 北德克薩斯影評人協會    | 最佳女配角               | 《敵對同謀》                     | 獲獎  |
| 2007年 | 溫哥華影評人協會        | 最佳女配角               | 《敵對同謀》                     | 獲獎  |
| 2007年 | 女性電影記者聯盟        | 最佳女配角               | 《敵對同謀》                     | 提名  |
| 2007年 | 女性電影記者聯盟        | 最佳群演                 | 《敵對同謀》                     | 提名  |
| 2007年 | 芝加哥影評人協會        | 最佳女配角               | 《敵對同謀》                     | 提名  |
| 2007年 | 休士頓影評人協會        | 最佳女配角               | 《敵對同謀》                     | 提名  |
| 2007年 | 倫敦影評人協會          | 年度英國女配角           | 《敵對同謀》                     | 提名  |
| 2007年 | 國家影評人協會          | 最佳女配角               | 《敵對同謀》                     | 提名  |
| 2007年 | 在線影評人協會          | 最佳女配角               | 《敵對同謀》                     | 提名  |
| 2007年 | 聖路易斯影評人協會      | 最佳女配角               | 《敵對同謀》                     | 提名  |
| 2007年 | 多倫多影評人協會        | 最佳女配角               | 《敵對同謀》                     | 提名  |
| 2008年 | 倫敦影評人協會          | 年度英國女主角           | 《茱莉亞》                       | 提名  |
| 2008年 | 紐約影評人協會          | 最佳女主角               | 《茱莉亞》                       | 提名  |
| 2008年 | 在線影評人協會          | 最佳女主角               | 《茱莉亞》                       | 提名  |
| 2008年 | 倫敦影評人協會          | 年度英國女配角           | 《班傑明的奇幻旅程》             | 獲獎  |
| 2009年 | 倫敦影評人協會          | 年度英國女主角           | 《我愛故我在》                   | 提名  |
| 2009年 | 聖地牙哥影評人協會      | 最佳女主角               | 《我愛故我在》                   | 提名  |
| 2010年 | 女性電影記者聯盟        | 最佳性愛、裸體及誘惑表演 | 《我愛故我在》                   | 提名  |
| 2011年 | 奧斯汀影評人協會        | 最佳女主角               | 《凱文怎麼了？》                 | 獲獎  |
| 2011年 | 休士頓影評人協會        | 最佳女主角               | 《凱文怎麼了？》                 | 獲獎  |
| 2011年 | 國家評論協會            | 最佳女主角               | 《凱文怎麼了？》                 | 獲獎  |
| 2011年 | 在線影評人協會          | 最佳女主角               | 《凱文怎麼了？》                 | 獲獎  |
| 2011年 | 舊金山影評人協會        | 最佳女主角               | 《凱文怎麼了？》                 | 獲獎  |
| 2011年 | 女性電影記者聯盟        | 最佳女主角               | 《凱文怎麼了？》                 | 提名  |
| 2011年 | 達拉斯—沃斯堡影評人協會 | 最佳女主角               | 《凱文怎麼了？》                 | 第2名 |
| 2011年 | 印第安納電影記者協會    | 最佳女主角               | 《凱文怎麼了？》                 | 第2名 |
| 2011年 | 倫敦影評人協會          | 年度女主角               | 《凱文怎麼了？》                 | 提名  |
| 2011年 | 倫敦影評人協會          | 年度英國女主角           | 《凱文怎麼了？》                 | 提名  |
| 2011年 | 聖地牙哥影評人協會      | 最佳女主角               | 《凱文怎麼了？》                 | 提名  |
| 2011年 | 東南影評人協會          | 最佳女主角               | 《凱文怎麼了？》                 | 第2名 |
| 2011年 | 華盛頓特區影評人協會    | 最佳女主角               | 《凱文怎麼了？》                 | 提名  |
| 2011年 | 女性影評人協會          | 最佳女主角               | 《凱文怎麼了？》                 | 提名  |
| 2011年 | 女性影評人協會          | 最具勇氣表演             | 《凱文怎麼了？》                 | 提名  |
| 2014年 | 佛羅里達影評人協會      | 最佳群演                 | 《歡迎來到布達佩斯大飯店》       | 獲獎  |
| 2014年 | 底特律影評人協會        | 最佳群演                 | 《歡迎來到布達佩斯大飯店》       | 獲獎  |
| 2014年 | 底特律影評人協會        | 最佳女配角               | 《末日列車》                     | 提名  |
| 2014年 | 波士頓在線影評人協會    | 最佳女配角               | 《末日列車》                     | 獲獎  |
| 2014年 | 中俄亥俄影評人協會      | 最佳女配角               | 《末日列車》                     | 獲獎  |
| 2014年 | 喬治亞影評人協會        | 最佳女配角               | 《末日列車》                     | 獲獎  |
| 2014年 | 拉斯維加斯影評人協會    | 最佳女配角               | 《末日列車》                     | 獲獎  |
| 2014年 | 愛荷華影評人協會        | 最佳女配角               | 《末日列車》                     | 第3名 |
| 2014年 | 東南影評人協會          | 最佳女配角               | 《末日列車》                     | 第2名 |
| 2014年 | 猶太影評人協會          | 最佳女配角               | 《末日列車》                     | 第2名 |
| 2014年 | 休士頓影評人協會        | 最佳女配角               | 《末日列車》                     | 提名  |
| 2014年 | 北卡羅萊納影評人協會    | 最佳女配角               | 《末日列車》                     | 提名  |
| 2014年 | 在線影評人協會          | 最佳女配角               | 《末日列車》                     | 提名  |
| 2014年 | 舊金山影評人協會        | 最佳女配角               | 《末日列車》                     | 提名  |
| 2014年 | 多倫多影評人協會        | 最佳女配角               | 《末日列車》                     | 提名  |
| 2014年 | 華盛頓特區影評人協會    | 最佳女配角               | 《末日列車》                     | 提名  |
| 2014年 | 女性電影記者聯盟        | 最佳女配角               | 《末日列車》                     | 獲獎  |
| 2014年 | 女性電影記者聯盟        | 無懼歲月女演員           | 《唯愛永生》 / 《末日列車》      | 獲獎  |
| 2014年 | 女性電影記者聯盟        | 最佳性愛、裸體及誘惑表演 | 《唯愛永生》                     | 提名  |
| 2014年 | 溫哥華影評人協會        | 最佳女主角               | 《唯愛永生》                     | 獲獎  |
| 2015年 | 獨立連線影評人協會      | 最佳女配角               | 《池畔謎情》                     | 第5名 |
| 2015年 | 倫敦影評人協會          | 年度女配角               | 《姐姐愛最大》                   | 提名  |
| 2018年 | 印第安納電影記者協會    | 最佳女配角               | 《窒息》                         | 第2名 |
| 2018年 | 達拉斯—沃斯堡影評人協會 | 最佳女配角               | 《窒息》                         | 提名  |
| 2019年 | 倫敦影評人協會          | 年度女配角               | 《紀念品：第一部分》             | 提名  |
| 2023年 | 國家影評人協會          | 最佳女主角               | 《永恆的女兒》                   | 提名  |

## 其他獎項和提名
| 年份   | 獎項                                 | 提名門類       | 提名作品                         | 結果 |
| ------ | ------------------------------------ | -------------- | -------------------------------- | ---- |
| 1992年 | 大衛獎                               | 最佳外國女主角 | 《美麗佳人歐蘭朵》               | 獲獎 |
| 1992年 | 西雅圖國際電影節                     | 最佳女主角     | 《美麗佳人歐蘭朵》               | 獲獎 |
| 1992年 | 塞薩洛尼基國際電影節                 | 最佳女主角     | 《美麗佳人歐蘭朵》               | 獲獎 |
| 2000年 | 吉尼獎                               | 最佳女主角     | 《靈魂啊！你在何處？》           | 提名 |
| 2005年 | MTV電影大獎                          | 最佳反派       | 《納尼亞傳奇：獅子·女巫·魔衣櫥》 | 提名 |
| 2006年 | 瘋格利亞電鋸獎                       | 最佳女配角     | 《魔間行者》                     | 提名 |
| 2007年 | 旗幟晚報英國電影獎                   | 最佳女配角     | 《敵對同謀》                     | 提名 |
| 2007年 | 格蘭西拓電影獎                       | 最佳女配角     | 《敵對同謀》                     | 提名 |
| 2008年 | 旗幟晚報英國電影獎                   | 最佳女主角     | 《茱莉亞》                       | 獲獎 |
| 2008年 | 國際影迷協會獎                       | 最佳女主角     | 《茱莉亞》                       | 獲獎 |
| 2008年 | 鄉村之聲電影票選獎                   | 最佳女主角     | 《茱莉亞》                       | 獲獎 |
| 2008年 | 凱撒電影獎                           | 最佳女主角     | 《茱莉亞》                       | 提名 |
| 2009年 | 都柏林國際電影節                     | 最佳女演員     | 《我愛故我在》                   | 獲獎 |
| 2009年 | 意大利全國電影記者辛迪加獎           | 歐洲銀緞帶獎   | 《我愛故我在》                   | 獲獎 |
| 2011年 | 澳洲影藝學院國際獎                   | 最佳女主角     | 《凱文怎麼了？》                 | 提名 |
| 2012年 | 哥譚獨立電影獎                       | 最佳群演       | 《月昇冒險王國》                 | 提名 |
| 2015年 | 美國退休者協會年度最宜成年觀眾電影獎 | 最佳女主角     | 《池畔謎情》                     | 提名 |
| 2015年 | 旗幟晚報英國電影獎                   | 最佳女主角     | 《池畔謎情》                     | 提名 |
| 2015年 | 瘋格利亞電鋸獎                       | 最佳女主角     | 《唯愛永生》                     | 提名 |
| 2018年 | 驚恐指數獎                           | 最佳女配角     | 《窒息》                         | 獲獎 |
| 2019年 | 瘋格利亞電鋸獎                       | 最佳女配角     | 《窒息》                         | 獲獎 |
| 2022年 | FIAF獎                               | 2022年FIAF獎   | 不適用                           | 獲獎 |

## 外部連接
- 蒂妲·史雲頓在互联网电影资料库（IMDb）上的資料（英文）
- 蒂妲·史雲頓在豆瓣上的资料（简体中文）